# La Venta, Acambay de Ruíz Castañeda
La Venta, även Barrio la Venta, är en ort i Mexiko, tillhörande kommunen Acambay de Ruíz Castañeda i den västra delen av delstaten Mexiko, i den centrala delen av landet. Orten hade 637 invånare vid folkräkningen 2010.